# Eparchia di Batrun
L'eparchia di Batrun (in latino Eparchia Botryensis Maronitarum) è una sede della Chiesa maronita in Libano. Nel 2022 contava 67.000 battezzati. È retta dall'eparca Mounir Khairallah.

## Territorio
L'eparchia comprende la città di Batrun, nel Governatorato del Nord Libano, dove si trova la cattedrale di Santo Stefano.
Il territorio è suddiviso in 66 parrocchie.

## Storia
Batrun era nota in epoca romano/bizantina con il nome di Botrys.
Fino al XVIII secolo il patriarcato maronita era solo formalmente suddiviso in eparchie: di fatto i vescovi erano tutti considerati come ausiliari del patriarca, l'unica vera guida della nazione maronita. È attestato dalle fonti un vescovo maronita con il titolo di Botrys, Stefano El Douaihy, nel 1728.
In più occasioni Propaganda Fide era intervenuta per ordinare la suddivisione canonica del patriarcato, sull'esempio degli altri patriarcati orientali, ma i suoi decreti erano rimasti lettera morta. Solo nel sinodo del Monte Libano del 1736 furono istituite canonicamente le eparchie in numero di 8, oltre la sede patriarcale, e per ciascuna furono definite anche le giurisdizioni territoriali. Tra le diverse eparchie fu istituita anche quella di Batrun, unita a quella di Jbeil: primo vescovo delle diocesi unite fu Stefano El Douaihy.
Batrun rimase unita a Jbeil fino al 1848; in quell'anno la sede di Jbeil e Batrun divenne eparchia propria del patriarca dei Maroniti, che aveva posto la sua residenza nel distretto di Batrun, e che governò le due diocesi tramite due vicari patriarcali.
Il 9 giugno 1990 fu separata da Jbeil ed unita all'eparchia di Joubbé e Sarba (oggi eparchia di Joubbé, Sarba e Jounieh).
L'ultima divisione avvenne il 5 giugno 1999, quando l'eparchia di Batrun divenne circoscrizione ecclesiastica autonoma. Da questa data non è più sede propria del patriarca maronita.

## Cronotassi dei vescovi
Si omettono i periodi di sede vacante non superiori ai 2 anni o non storicamente accertati.
- Stefano El Douaihy † (menzionato nel 1728)
  - Sede unita a Jbeil (1736-1848)
  - Sede propria del patriarca (1848-1999)
- Paul-Emile Saadé † (5 giugno 1999 - 16 gennaio 2012 ritirato)
- Mounir Khairallah, dal 16 gennaio 2012

## Statistiche
L'eparchia nel 2022 contava 67.000 battezzati.
| anno | popolazione | popolazione | popolazione | presbiteri | presbiteri | presbiteri | presbiteri                | diaconi | religiosi | religiosi | parrocchie |
| anno | battezzati  | totale      | %           | numero     | secolari   | regolari   | battezzati per presbitero | diaconi | uomini    | donne     | parrocchie |
| ---- | ----------- | ----------- | ----------- | ---------- | ---------- | ---------- | ------------------------- | ------- | --------- | --------- | ---------- |
| 2000 | 73.000      | ?           | ?           | 60         | 49         | 11         | 1.216                     |         | 27        | 56        | 66         |
| 2001 | 71.000      | ?           | ?           | 64         | 49         | 15         | 1.109                     |         | 31        | 70        | 66         |
| 2002 | 70.000      | ?           | ?           | 67         | 49         | 18         | 1.044                     |         | 18        | 62        | 66         |
| 2003 | 71.000      | ?           | ?           | 65         | 49         | 16         | 1.092                     |         | 16        | 60        | 66         |
| 2004 | 72.000      | ?           | ?           | 63         | 45         | 18         | 1.142                     |         | 37        | 62        | 66         |
| 2006 | 73.000      | ?           | ?           | 61         | 44         | 17         | 1.196                     |         | 40        | 56        | 66         |
| 2009 | 74.000      | ?           | ?           | 56         | 43         | 13         | 1.321                     |         | 44        | 60        | 66         |
| 2012 | 70.000      | ?           | ?           | 57         | 41         | 16         | 1.228                     |         | 38        | 79        | 66         |
| 2015 | 68.000      | ?           | ?           | 55         | 40         | 15         | 1.236                     |         | 49        | 70        | 66         |
| 2018 | 68.000      | ?           | ?           | 54         | 38         | 16         | 1.259                     |         | 46        | 64        | 66         |
| 2020 | 67.000      | ?           | ?           | 54         | 38         | 16         | 1.240                     |         | 50        | 33        | 66         |
| 2022 | 67.000      | ?           | ?           | 52         | 39         | 13         | 1.288                     | 1       | 41        | 36        | 66         |